# E961 (trasa europejska)
E961 – trasa europejska łącznikowa (kategorii B), biegnąca przez Grecję. Długość trasy wynosi 100 km. Przebieg E961 przez miasta: Tripoli - Sparta - Gythio.